# José Luis Rodríguez del Corral
José Luis Rodríguez del Corral (Morón de la Frontera, 26 febbraio 1959) è uno scrittore spagnolo.

## Biografia
A diciotto anni José Luis si trasferì a Siviglia per dedicarsi allo studio della filologia spagnola, carriera che abbandonò per aprire una libreria umanistica, La Roldana, che rimase in attività per 21 anni.
Fu condirettore della rivista Tempestas, della quale uscirono 13 numeri. Pubblicò articoli di critica letteraria sul Diario de Sevilla. Nel 2003 chiuse la libreria e vinse il XXV e ultimo "Premio La Sonrisa Vertical" con la sua prima novella Llámalo deseo, opera che si articola intorno a quattro personaggi, ciascuno dei quali ha una diversa visione dell'erotismo. Nel 2005 pubblicó La Cólera de Atila, novella che ricrea un'epoca terribile e favolosa nella quale iniziò a configurarsi l'Europa. Nel 2011 ottenne il premio "Café Gijón" per la sua novella Blues de Trafalgar.